# 阿部平輔
阿部平輔（1886年12月18日—1943年6月11日）是二战期间的一位日本陆军高级军官。1934至1936年间，阿部曾在陸軍教導学校任学生队长，之后担任关东军下士官候补生队长。1938年，担任留守第20师团长，之后在1942年前往新几内亚指挥第41师团。1943年6月，阿部在韦瓦克死于麦地那龙线虫病。